# Во Ван Кіт
Во Ван Кіт (справжнє ім'я Фан Ван Хоа, 23 листопада 1922 — 11 червня 2008) — в'єтнамський політичний діяч, колишній прем'єр-міністр країни (1991–1997).

## Біографія
Народився 1922 року в селянській родині. 1939 року вступив до лав Комуністичної партії Індокитаю. Учасник антиколоніального молодіжного руху.
У 1946–1954 роках брав участь у війні проти французьких колонізаторів. 1976 року, після перемоги Північного В'єтнаму у громадянській війні, став першим секретарем міськкому партії в місті Сайгон.

### Кроки політичної кар'єри
- У 1982–1987 роках — заступник прем'єр-міністра, голова Держплану СРВ.
- 1987—1988 — перший заступник прем'єр-міністра.
- У березні-червні 1988 року — в. о. голови Ради міністрів СРВ.
- 1991–1992 — голова Ради міністрів Соціалістичної Республіки В'єтнам.
- У 1992—1997 роках — прем'єр-міністр В'єтнаму.
- З 1960 року — кандидат у члени ЦК Комуністичної партії В'єтнаму, з 1972 — член КПВ. Член Політбюро ЦК КПВ (1982–1976), кандидат (1976–1982).
- У 1997—2001 роках — консультант Політбюро ЦК КПВ.
- З 2001 року на пенсії.